# Pamela Rose
Susan Pamela Gibson (Knightsbridge, 29 de noviembre de 1917 - 17 de octubre de 2021), conocida como Pamela Rose, fue una actriz británica, veterana de Bletchley Park y más consejera escolar y presidenta de organizaciones benéficas.

## Trayectoria
Susan Pamela Gibson nació durante un ataque con zepelín el 29 de noviembre de 1917 en Knightsbridge, Londres. Era hija de  Elizabeth Wetzlar y de Thornely Gibson, un corredor de bolsa que antes había sido cantante de ópera. Tenía un hermano mayor, Patrick. Creció en un hogar en donde se celebraban veladas musicales mensuales.
Asistió a la Broadstairs Preparatory School y luego a la Escuela Westonbirt en Gloucestershire. Aunque sus padres querían que se convirtiera en debutante para encontrar esposo, optó por estudiar actuación, formándose en Francia con Yvette Guilbert. Luego se fue a Munich, Alemania, donde aprendió alemán y regresó al Reino Unido para formarse en la Douglas Academy of Dramatic Art en Londres.
A finales de la década de 1930, inició su carrera actoral, con un papel protagonista en The Playboy of the Western World de Synge, junto a Cyril Cusack en el Mercury Theatre de Londres. Cuando estalló la Segunda Guerra Mundial, se unió a la Asociación Nacional de Servicios de Entretenimiento y participó en producciones en Bournemouth y Birmingham.
En 1942 estaba a punto de asumir un papel principal en el teatro Aldwych. Pero en ese momento, por sus habilidades lingüísticas y sus antecedentes familiares, fue reclutada para trabajar en Bletchley Park bajo la dirección del ex actor Frank Birch. Gibson trabajó en Bletchley Park el resto de la Segunda Guerra Mundial, como líder de la sección de indexación de Hut 4, gestionando información clave de mensajes descifrados. Su equipo creció hasta ocupar tres salas y Gibson llegó a estar a cargo de todos los registros de las Secciones Navales, por lo que se convirtió en una de las mujeres de mayor rango en la sección naval de Bletchley Park. Entre las personas con quienes trabajó y socializó mientras trabajaba en Bletchley Park estaban Sarah Baring y Jean Barker, la baronesa Trumpington.  
Conoció a su futuro marido, Jim Rose, durante una actuación en teatro amateur en Bletchley Park cuando ambos trabajaban allí durante la Segunda Guerra Mundial. Se casaron en enero de 1946. Tuvieron dos hijos. La familia se mudó a Suiza durante la mayor parte de la década de 1950 debido a su trabajo.
Cuando regresó con su marido de Suiza, él no estaba muy interesado en que ella volviera a los escenarios porque por sus horarios de trabajo significarían que nunca se verían. Así que se convirtió en profesora en una escuela integral local que apoyaba a los niños caribeños recién llegados de la generación Windrush. Declaró que para ella esto era más importante que cualquier otro de sus trabajos en Bletchley Park.
A principios de la década de 1960 se convirtió en consejera en una escuela de Londres hasta su jubilación alrededor de 1979. En la década de 1980 se convirtió en miembro del consejo de administración de la Sociedad Nacional para la Prevención de la Crueldad contra los Niños y en la década de 1990 en presidenta de la Asociación de Accidentes Cerebrovasculares.
A finales de la década de 1990 contribuyó con información a una serie de televisión sobre el trabajo que se hacía en Bletchley Park. Tras la muerte de su marido en 1999, un amigo actor, Sam Beazley, la convenció de tomar clases en The Actors Centre en Covent Garden, retomando sus habilidades de actuación tras casi 60 años alejada de los escenarios.
En 2002 regresó al escenario en El abanico de Lady Windermere de Oscar Wilde junto a Vanessa Redgrave. Esta obra fue dirigida por Peter Hall en el Theatre Royal de Bath. Continuó actuando hasta los 90 años, cuando su vista comenzó a deteriorarse.
Fue invitada a un episodio de BBC Radio 4 Desert Island Discs en 2015. Murió el 17 de octubre de 2021.